# Маньоль, Пьер
Пьер Маньо́ль (фр. Pierre Magnol, 8 июня 1638 — 21 мая 1715) — французский ботаник, один из основоположников ботанической систематики. В честь него названо растение магнолия.
Родился в Монпелье, где жил и работал большую часть жизни. В конце жизни он стал профессором ботаники и директором Королевского ботанического сада в Монпелье и даже в течение непродолжительного времени занимал кресло академика в Королевской академии наук в Париже (фр. Académie Royale des Sciences de Paris).
Непреходящее значение имеют работы Маньоля в области ботанической систематики. Он первым ввёл в употребление категорию семейства и одним из первых пытался разработать естественную классификацию растений. Поскольку все работы Маньолья вышли в свет до 1 мая 1753 года, названия растений, предложенные им, непригодны для использования в ботанической номенклатуре.

## Молодые годы и обучение
Пьер Маньоль родился в семье аптекаря. Его отец, Клод, как и его дед Жан Маньоль, держали аптеку. Мать Пьера происходила из семьи врачей. Старший брат Пьера, Сезар Маньоль, унаследовал семейную аптеку, а Пьер, бывший одним из младших детей, получил большую свободу в выборе профессии и решил стать врачом. Он с юности интересовался натуральной историей и, в особенности, ботаникой, что было довольно обычно для сына аптекаря и будущего врача, поскольку в те времена изучение ботаники и медицины были нераздельны. 19 мая 1655 года Пьер был зачислен на медицинский факультет Университета Монпелье.
Монпелье — старинный город, и в те времена он уже был важным коммерческим и образовательным центром. Университет Монпелье был официально основан в 1289 году (путём объединения нескольких ранее существовавших городских училищ) и был первым университетом во Франции, в котором появился ботанический сад, подаренный университету в 1593 году королём Франции Генрихом IV для помощи в изучении медицины и фармакологии. Медицинская школа университета притягивала к себе студентов со всей Европы. Там учились многие знаменитые медики и ботаники: Франсуа Рабле (1493(?)—1553, более известный как писатель), Леонхарт Фукс (1501—1566, один из отцов ботаники), Гийом Ронделе (1507—1566), Карл Клузиус (1526—1609) и Пьер Рише де Беллеваль (фр. Pierre Richer de Belleval, 1564(?)—1632). Благодаря университету Монпелье можно было по праву назвать одной из столиц ботанического мира. Пьер Маньоль получил степень доктора медицины (M.D.) 11 января 1659 года, после чего погрузился в изучение ботаники.

## Религиозные убеждения
Монпелье был оплотом протестантизма, и Маньоль был воспитан в кальвинистской традиции. В те времена Католическая церковь была официальной церковью Франции, но согласно Нантскому эдикту (1598) протестантам официально была предоставлена свобода вероисповедания и дано право занимать посты на государственной службе. Эдикт, однако, не мог искоренить религиозных преследований и дискриминации. В течение своей жизни Маньоль не раз сталкивался с отказами при попытках получить кафедру в Университете Монпелье. После того как Нантский эдикт был отозван в 1685 году, Маньоль вынужден был принять католичество, что открыло дорогу к продвижению по службе.

## Карьера
В декабре 1663 года Маньоль получил почётный титул brevet de medecine royal при посредничестве Антуана Валло, влиятельного придворного медика. О начале его карьеры ничего не известно, но возможным источником средств для существования была медицинская практика.
С 1659 года он посвятил большую часть времени ботанике и совершил ряд поездок по Лангедоку, Провансу, Альпам и Пиренеям. В 1664 он пытался занять должность демонстратора растений в ботаническом саду Монпелье, но ему, как протестанту, было в ней отказано. История повторилась в 1667 году, когда он был наиболее подходящим кандидатом на должность профессора медицины, но снова получил отказ.
Тем временем Маньоль опубликовал флору окрестностей Монпелье и вступил в переписку со многими выдающимися ботаниками, которые высоко оценили его труды. Среди его корреспондентов были Джон Рэй, Уильям Шерард и Джеймс Петиве (Англия), Пауль Герман и Петрус Готтон (Лейден), Ян Коммелин (Амстердам).
В 1687 году, после обращения в католичество, Маньоля приняли в ботанический сад Монпелье на должность демонстратора растений. В 1693 году, по рекомендации Ги-Крессана Фагона (1638—1718), в то время занимавшего должность придворного врача, и своего ученика Жозефа Питтона де Турнефора (1656—1708), он получил титул доктора королевского двора, а в 1694 году — кафедру профессора медицины в Университете Монпелье и, снова благодаря вмешательству Фагона, — почётный диплом королевского профессора. С 1696 года он три года заведовал ботаническим садом, после чего до конца своих дней получил титул Инспектора сада.
Маньоль был одним из членов-основателей Королевского научного общества в Монпелье (фр. Société Royale des Sciences de Montpellier) (1706) и занимал в нём одну из трёх позиций по ботанике. В 1709 он был вызван в Париж для того, чтобы занять место в Академии наук, освободившееся после преждевременной смерти одного из лучших его учеников, Жозефа Питтона де Турнефора.
У Маньоля учились известные ботаники Жозеф Питтон де Турнефор и братья Антуан и Бернар де Жюссьё.

## Основные работы
Труды этого автора можно найти в интернет-библиотеке Gallica. Следует произвести поиск (фр. Recherche) по фамилии.

1676, Botanicum Monspeliense, sive Plantarum circa Monspelium nascentium index. Lyon. [Ботаник монпельерский, или указатель растений, родящихся окрест Монпелье]
1686, Botanicum Monspeliense, sive Plantarum circa Monspelium nascentium index. Adduntur variarum plantarum descriptiones et icones. Cum appendice quae plantas de novo repertas continet et errata emendat. Montpellier. [Ботаник монпельерский, или указатель растений, родящихся окрест Монпелье, с добавлением описаний и изображений разных растений, с дополнением, которое содержит новообнаруженные растения и исправляет ошибки]
1689, Prodromus historiae generalis plantarum, in quo familiae plantarum per tabulas disponuntur. Montpellier. [Введение в общую историю растений, в коем семейства растений в таблицы расположены]
1697, Hortus regius Monspeliense, sive Catalogus plantarum quae in Horto Regio Monspeliensi demonstrantur. Montpellier. [Королевский сад монпельерский, или каталог растений, которые демонстрируются в Королевском Саду Монпелье]
1720, Novus caracter plantarum, in duo tractatus divisus: primus, de herbis & subfructibus, secundus, de fructibus & arboribus. Montpellier, посмертное издание, предпринятое силами его сына, Антуана Маньоля (Antoine Magnol, 1676—1759). [Новая характеристика растений, разделенная на два трактата: первый о травах и кустарничках, второй о кустарниках и деревьях]. В этом посмертном своём произведении Маньоль вдаётся в подробную критику метода Турнефора и предлагает классификацию, основанную на характере чашечки и венчика, совершенно не признавая старого деления на деревья, кустарники и травы. Если бы он хорошенько развил те взгляды, которые высказывает в предисловии к этому своему труду, то опередил бы Адансона и Жюссьё, и труды Турнефора не имели бы никакого значения.

## Таксоны, названные в его честь
В 1703 году Шарль Плюмье (фр. Charles Plumier) (1646—1704) присвоил в честь Маньоля название Magnolia роду древесных растений с острова Мартиника. Это название было использовано Карлом Линнеем в первом издании Species plantarum (1753) со ссылкой на Плюмье. В настоящее время, в соответствии с требованиями Международного кодекса ботанической номенклатуры авторство этого названия приписано Линнею, а датой публикации считается 1753 год.